# Ініго Хіменес
Ініго Хіменес (ісп. Íñigo Ximenes; д/н — бл. 803) — граф Памплони в 783—788 роках. Засновник роду Інігес (або Ариста).

## Життєпис
Ймовірно був сином Хімено, графа Вігери і Памплони, та Тейди Біскайської. Відомий переважно за хроніками Ібн Хайяна і аль-Удрі. Разом з батьком брав участь у боротьбі проти кордовського еміра Абдаррахмана I. У 783 році після повалення батька Ініго Хіменес став новим правителем Памплони зі статусом валі. Втім серед християн йменувався графом.
Через одруження на колишній дружині Муси I ібн Фортуна встановив родинні зв'язки з впливовим кланом Бану Касі. Рік укладання цього шлюбу достеменно невідомі: вказується 788, 790 або 798.
У 788 році поступився посадою валі Мутаррифу ібн Мусі. Після загибелі останнього 799 року боровся за Памплону з графом Веласко, що мав підтримку з боку Франкської імперії. Помер до 806 року.

## Родина
Дружина — Онека
Діти:
- Ініго (770/790 — 851/852), дукс Памплони
- Фортун (д/н—843)